# Isla Roca Partida
Roca Partida es la isla más inhóspita del archipiélago de Revillagigedo, Colima, México. Es realmente un islote con una altitud máxima de 35 m s. n. m. que se localiza a los 19° 00' de latitud norte y 112° 05' de longitud oeste. Presenta una longitud máxima de 245,56 m y una anchura de 73,37 m, con una superficie de 0,014 km². La roca fue descubierta en 1542 por Ruy López de Villalobos.
Roca Partida es la cima de un estratovolcán submarino que ha dado lugar a traquiandesitas. En los diagramas de variaciones de estructuras, aparecen más cerca de los traquibasaltos e intermedias entre las rocas ácidas de San Benedicto y Socorro, en contraste con las estructuras básicas de Clarión. En general, las rocas de la Isla Roca Partida están dominadas por anfíboles y piróxenos de sodio, donde dominan el sodio sobre el potasio, así como la escasez de plagioclasas.
Roca Partida no muestra ningún sustrato para el crecimiento de vegetación terrestre, además de que no hay anfibios o peces de agua dulce ni tampoco reptiles.